# Câmara alta

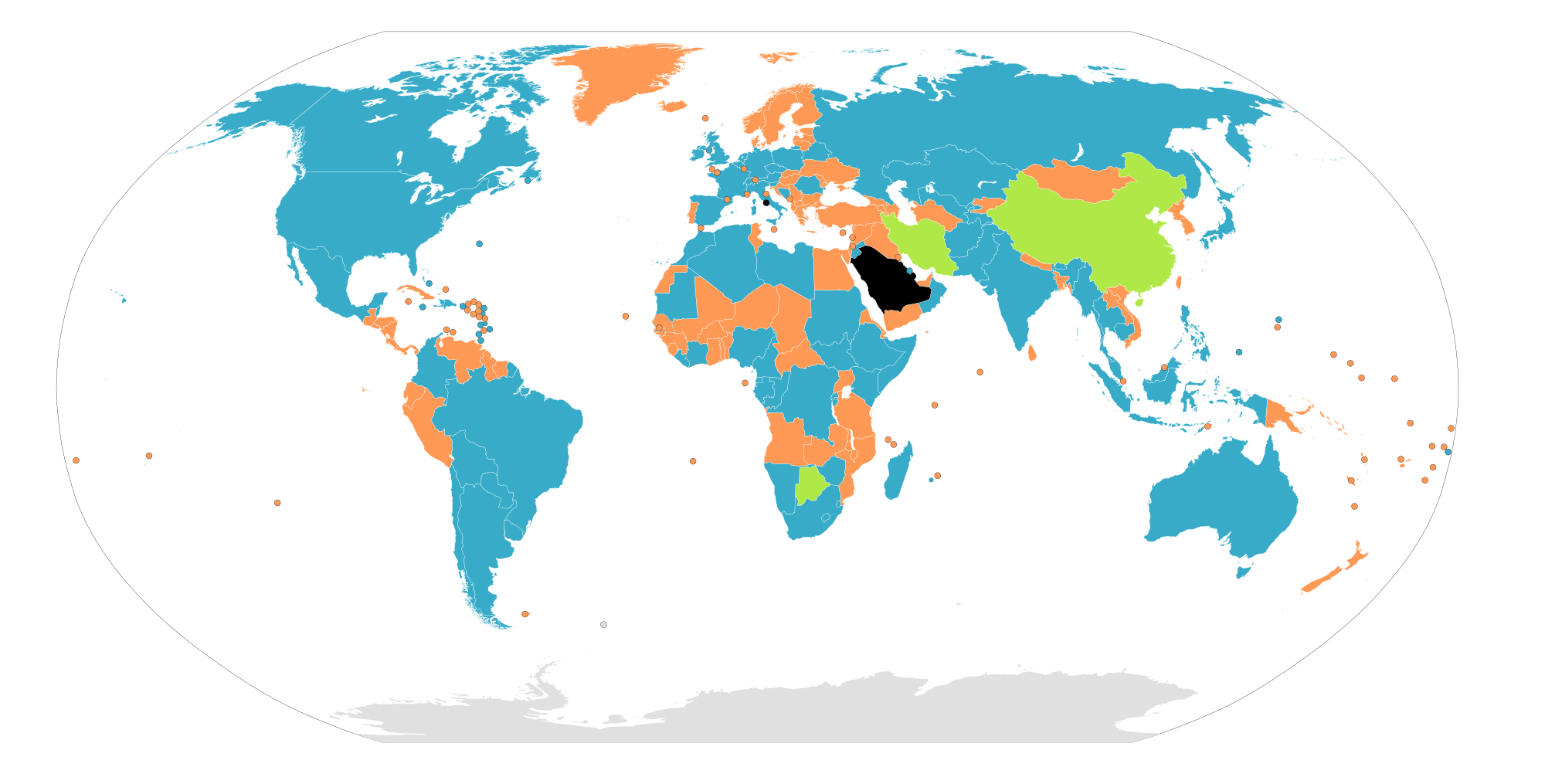
Nações com legislaturas bicamerais
Nações com legislaturas unicamerais
Sem qualquer legislatura
Nações com legislatura unicameral e órgão consultivo

Câmara alta ou câmara superior, muitas vezes chamada de Senado, é uma das instituições legisladoras de um parlamento de sistema bicameral. Sua contraparte nesse sistema parlamentar é a câmara baixa.
O Parlamento do Reino Unido é o primeiro parlamento bicameral, cuja câmara alta, a Câmara dos Lordes, tem perfil aristocrático em contraposição ao caráter popular da Câmara dos Comuns do Reino Unido, que é a câmara baixa. Se esse é o exemplo do tipo aristocrático, o tipo federativo é exemplificado no Senado dos Estados Unidos, o qual representa igualmente os estados-membros do país formado no século XVIII. Tais tipos ilustram a perspectiva das câmaras altas serem, de alguma forma, menos vinculada à vontade do eleitor, em comparação à câmara baixa. Os meios para isso são diversos: eleição indireta, mandatos mais longos, renovações fracionadas e limitações de idade, de renda e propriedade. Tal característica é uma persistência dos privilégios aristocráticos e clericais do Antigo Regime a fim de representação específica e assegurada, ainda preservada naquela instituição britânica. Atualmente, a necessidade de duas instituições parlamentares está atrelada à viabilidade de federações, à revisão das aprovações de projetos de legislação, à proteção de minorias e à desconcentração do poder.

## Câmaras altas
A seguir estão listadas as câmaras altas dos Estados que a possuem:
- Câmara dos Anciãos
- Conselho Nacional das Províncias (África do Sul)
- Conselho Federal da Alemanha
- Conselho da Nação da Argélia
- Senado da Nação Argentina
- Senado da Austrália
- Conselho Federal da Áustria
- Senado da Bélgica
- Conselho da República da Bielorrússia
- Assembleia Legislativa Plurinacional da Bolívia
- Assembleia dos Povos da Bósnia e Herzegovina
- Câmara dos Chefes de Botsuana
- Senado Federal do Brasil
- Senado do Burundi
- Senado do Canadá
- Senado da República da Colômbia
- Senado da República do Congo
- Senado da República Democrática do Congo
- Senado do Chile
- Conselho Consultivo do Egito
- Conselho Nacional ds Eslovênia
- Senado da Espanha
- Senado dos Estados Unidos
- Conselho da Federação da Etiópia
- Senado das Filipinas
- Senado da França
- Senado do Gabão
- Senado de Granada
- Rajya Sabha (Índia)
- Seanad Éireann
- Senado da República (Itália)
- Câmara dos Conselheiros
- Senado do Lesoto
- Senado da Libéria
- Senado de Madagascar
- Conselho Superior das Comunidades do Mali
- Câmara dos Conselheiros do Marrocos
- Senado da República (México)
- Conselho Nacional da Namíbia
- Senado da Nigéria
- Primeira Câmara dos Estados Gerais (Países Baixos)
- Câmara dos Senadores do Paraguai
- Senado da Polônia
- Senado de Porto Rico
- Câmara dos Lordes
- Senado da República Checa
- Senado da República Dominicana
- Senado de Ruanda
- Senado da Romênia
- Conselho da Federação (Rússia)
- Senado do Senegal
- Conselho dos Estados do Sudão
- Conselho dos Estados (Suíça)
- Senado da Suazilândia
- Senado da Tailândia
- Câmara dos Conselheiros de Túnis
- Câmara de Senadores (Uruguai)
- Senado do Zimbábue

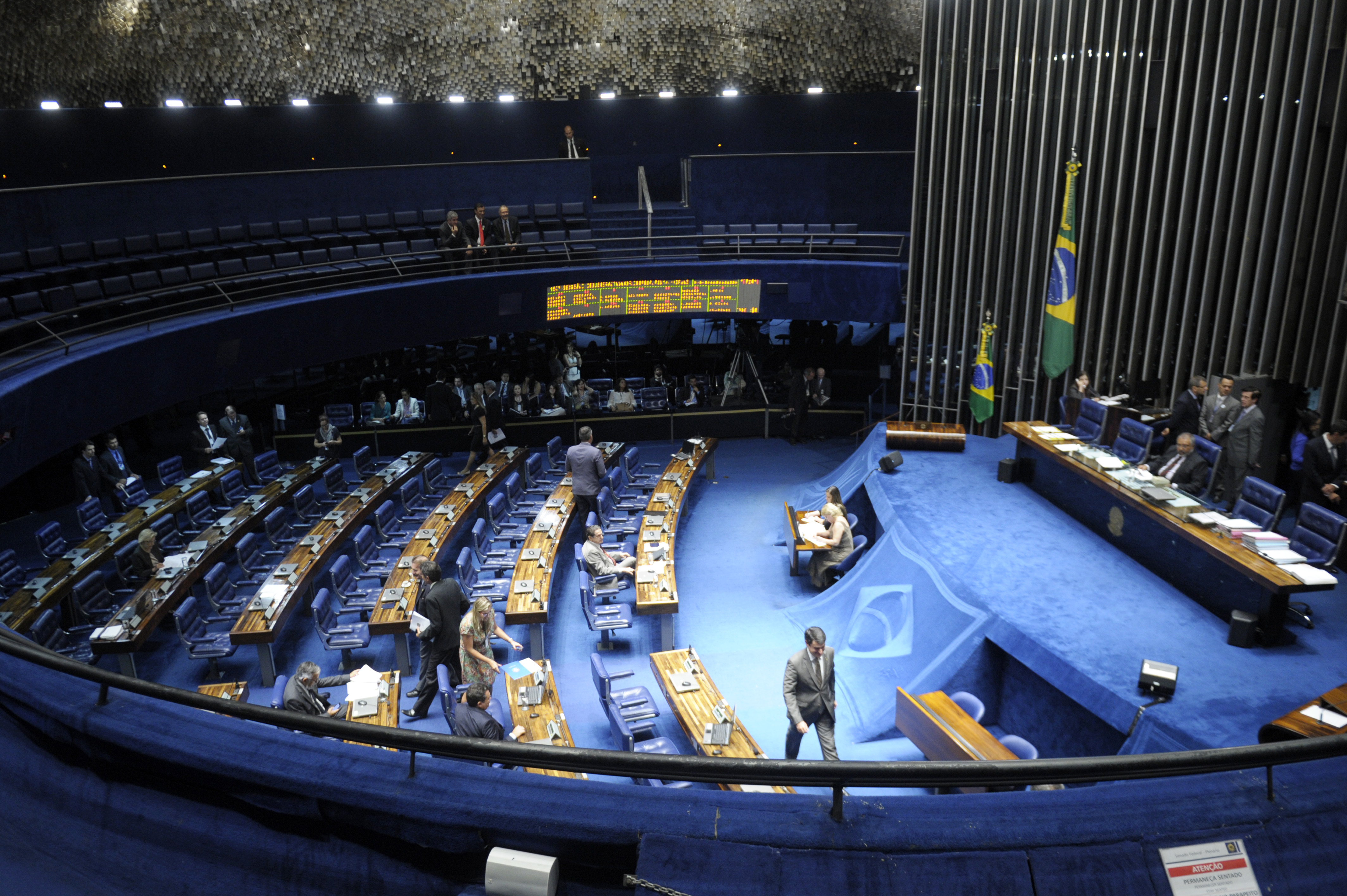
Plenário do Senado do Brasil

São poucas as subdivisões dos países que estão formatadas no bicameralismo. No Brasil, embora atualmente os estados e municípios possuam poderes legislativos unicamerais, no período republicano, existiram alguns senados estaduais permitidos pela Constituição brasileira de 1891 além das assembleias legislativas estaduais até o Estado Novo. O poder legislativo estadunidense adota para seus estados o sistema bicameral, no qual as câmaras altas também são chamadas de senados estaduais.